# ريكاردو برادو
ريكاردو برادو (بالبرتغالية: Ricardo Prado) هو صحفي وسباح برازيلي، ولد في 3 يناير 1965 في بلدية أندرادينا في البرازيل.

## روابط خارجية
- ريكاردو برادو على موقع الاتحاد الدولي للسباحة (الإنجليزية)
- ريكاردو برادو على موقع أوليمبيديا (الإنجليزية)
- ريكاردو برادو على موقع اللجنة الأولمبية البرازيلية (البرتغالية)